# دقدق
الدِقْدِق هو اسم يُطلق على كافة الأنواع الأربعة من الظباء الصغيرة في جنس Madoqua التي تعيش في الأدغال في شرق وجنوب أفريقيا.
ويبلغ طولها بين 50-70 سم (19.5-27.5 بوصة)، وتزن من 3 إلى 6 كيلوغرامات (6.6-13.2 رطل) ويمكن أن تعيش لمدة تصل إلى 10 سنوات. وسُمي بالدقدق محاكاة لصوت إنذار الإناث.